# تپه گورستان فلح تاچین‌آباد
تپه قبرستان فلح تاچین آباد مربوط به هزاره اول قبل از میلاد است و در شهرستان اشنویه، بخش مرکزی، دهستان اشنویه شمالی، روستای تاچین آباد واقع شده و این اثر در تاریخ ۲۸ شهریور ۱۳۸۶ با شمارهٔ ثبت ۱۹۶۱۶ به‌عنوان یکی از آثار ملی ایران به ثبت رسیده است.